# Andrei Pawlowitsch Bachwalow
Andrei Pawlowitsch Bachwalow (russisch Андрей Павлович Бахвалов, wiss. Transliteration Andrej Pavlovič Bachvalov; * 13. April 1963 in Moskau) ist ein ehemaliger sowjetisch-russischer Eisschnellläufer.

## Werdegang
Bachwalow, der für den ZSKA Moskau startete, wurde im Jahr 1991 sowjetischer Meister über 1000 m und kam bei sowjetischen Meisterschaften zweimal auf den zweiten sowie viermal auf den dritten Platz. International trat er erstmals in der Saison 1984/85 in Erscheinung und errang dabei bei der Sprintweltmeisterschaft 1985 in Heerenveen den 31. Platz. Sein Debüt im Eisschnelllauf-Weltcup gab er in der Saison 1985/86 in Berlin, wobei er auf die Plätze 14 sowie 12 über 500 m und auf die Plätze drei sowie zwei über 1000 m kam. In den folgenden Jahren lief er bei der Sprintweltmeisterschaft 1987 in Québec auf den siebten Platz, bei der Sprintweltmeisterschaft 1988 in West Allis auf den vierten Rang im Sprint-Mehrkampf und bei seiner ersten Teilnahme an Olympischen Winterspielen im Februar 1988 in Calgary auf den 11. Platz über 1000 m.
In der Saison 1988/89 erreichte Bachwalow im Weltcup mit neun Top-Zehn-Platzierungen, darunter Platz drei über 500 m in Heerenveen sowie Rang drei und zwei über 500 m in Berlin den zehnten Platz in der Gesamtwertung über 500 m. Zudem gewann er bei der Sprintweltmeisterschaft 1989 in Heerenveen die Bronzemedaille. In der folgenden Saison kam er im Weltcup neunmal unter den ersten Zehn. Dabei lief er je zweimal auf den dritten Platz über 500 m sowie 1000 m und erreichte zum Saisonende den achten Platz in der Gesamtwertung über 1000 m und den fünften Rang in der Gesamtwertung über 500 m. Bei der Sprintweltmeisterschaft 1990 in Tromsø holte er die Silbermedaille. Nach Platz zwei über 500 m beim ersten Weltcuplauf der Saison 1990/91 in Heerenveen, holte er dort über 1000 m seinen einzigen Weltcupsieg. Im weiteren Saisonverlauf lief er zehn weitere Male unter den ersten Zehn, darunter zweimal auf den dritten Platz über 500 m und belegte damit zum Saisonende den achten Platz in der Gesamtwertung über 1000 m und den vierten Rang in der Gesamtwertung über 500 m. Zudem wurde er bei der Sprintweltmeisterschaft 1991 in Inzell Siebter. In der Saison 1991/92 kam er in Heerenveen mit dem zweiten Platz über 1000 m letztmals im Weltcup aufs Podium und belegte bei den Olympischen Winterspielen 1992 in Albertville den 25. Platz über 1000 m. In der Saison 1992/93 und 1993/94 erreichte er im Weltcup meist Platzierungen außerhalb der ersten Zehn und belegte bei der Sprintweltmeisterschaft 1994 in Calgary den 21. Platz. Letztmals international startete er bei den Olympischen Winterspielen 1994 in Lillehammer, wo er den 26. Platz über 1000 m und den 16. Platz über 500 m errang.

## Erfolge

### Olympische Spiele
- 1988 Calgary: 11. Platz 1000 m
- 1992 Albertville: 25. Platz 1000 m
- 1994 Lillehammer: 16. Platz 500 m, 26. Platz 1000 m

### Sprint-Weltmeisterschaften
- 1985 Heerenveen: 31. Platz Sprint-Mehrkampf
- 1987 Québec: 7. Platz Sprint-Mehrkampf
- 1988 West Allis: 4. Platz Sprint-Mehrkampf
- 1989 Heerenveen: 3. Platz Sprint-Mehrkampf
- 1990 Tromsø: 2. Platz Sprint-Mehrkampf
- 1991 Inzell: 7. Platz Sprint-Mehrkampf
- 1994 Calgary: 21. Platz Sprint-Mehrkampf

### Weltcupsiege
| Nr. | Datum            | Ort        | Disziplin |
| --- | ---------------- | ---------- | --------- |
| 1.  | 2. Dezember 1990 | Heerenveen | 1000 m    |

## Persönliche Bestleistungen
| Disziplin | Zeit        | Datum             | Ort    |
| --------- | ----------- | ----------------- | ------ |
| 500 m     | 36,41 s     | 16. Dezember 1988 | Almaty |
| 1000 m    | 1:12,31 min | 26. März 1987     | Almaty |
| 1500 m    | 1:52,70 min | 27. März 1987     | Almaty |
| 3000 m    | 4:35,30 min | 26. November 1983 | Moskau |
| 5000 m    | 8:12,10 min | 8. Januar 1983    | Moskau |